# Vanille Fraise
Pour les articles homonymes, voir Vanille (homonymie).
Pour plus de détails, voir Fiche technique et Distribution.
Vanille Fraise est une comédie franco-italienne de Gérard Oury, sortie en 1989.

## Synopsis
Clarisse Boulanger, mère de famille et mariée à Antoine, chirurgien, tient une usine de porcelaine. Un beau jour, elle revoit son ancien amant, Guillaume, qui lui demande de reprendre son rôle d'espionne, abandonné dix ans auparavant. Lasse des conquêtes de son mari, elle accepte et part en Italie (sous le nom de code : Vanille). 
Arrivée sur place, sa mission est de faire sauter un bateau contenant des missiles, avec l'aide d'Hippolyte (nom de code : Fraise), qu'elle doit faire passer pour son mari. 
Ayant appris le stratagème, Antoine, jaloux, part en Italie et se lance à la recherche des faux jeunes mariés...

## Fiche technique
- Titre : Vanille Fraise
- Réalisation : Gérard Oury
- Scénario : Gérard Oury, Danièle Thompson
- Consultant dialogues : Isaach De Bankolé
- Musique : Jean Musy
- Photographie : Luciano Tovoli
- Montage : Albert Jurgenson
- Costumes : Dominique Morlotti pour Pierre ARDITI
- Production : Antoine de Clermont-Tonnerre et Alexandre Mnouchkine
- Société de production : Cristaldifilm, Films A2, G-Films et Les Films Ariane
- Pays :  France et  Italie
- Genre : aventures, comédie, romance et espionnage
- Durée : 110 minutes
- Date de sortie : 
  - France : 29 novembre 1989

## Distribution
- Pierre Arditi : Antoine Boulanger
- Sabine Azéma : Clarisse Boulanger
- Isaach de Bankolé : Hippolyte N'Go
- Riccardo Cucciolla : Andreani
- Venantino Venantini : Anselmo
- Pino Quartullo : Vincenzo Scotto
- Giuseppe Cederna : Ernesto Muso
- Jacques Perrin : Guillaume Forestier
- Jean-Pierre Elkabbach : lui-même
- Olivier Orban : l'éditeur milanais
- Franco Angrisano : le chef douanier
- Gianfranco Jannuzzo : le flic
- Patrick Timsit : Norbert
- Marianne Denicourt : Gloria
- Carole Franck : Maryse
- Anne Lévy : la touriste française
- Jean-Pierre Clami : le touriste français
- Henri Lazarini : le professeur Dutilleul
- Frank Henri : le petit Frédéric
- Dimitri Rougeul : le petit Xavier
- Lino Salemme : Vito
- Stefano Mioni : Lorenzo
- Raffaella La Vechhia : l'agent secret prologue
- Gérard Bonn : l'agent secret prologue
- Mariam Kaba : la première femme d'Hippolyte
- Suzy Palatin : la seconde femme d'Hippolyte
- Patrice Praxo : la troisième femme d'Hippolyte
- Marguerite Dussauchoy : l'invitée
- Michel Francini : l'invité
- Abeille Guichard : la dame cocktail
- Eva Mazauric : l'infirmière réanimation
- Julie Leclerc : elle-même (non créditée)

## Autour du film
- Le film s'inspire très librement de l'affaire du Rainbow Warrior, dans laquelle deux agents secrets français ont été arrêtés après avoir fait sauter un bateau[1].
- Dans ce film, Pierre Arditi dit : « il n'est même pas café au lait, il est noir », clin d’œil à la réplique de Louis de Funès dans Les Aventures de Rabbi Jacob du même réalisateur.
- Dutilleul, un nom qui n'est pas inconnu de Gérard Oury puisque c'est celui de Bourvil dans Garou-Garou, le passe-muraille, film dans lequel il a lui-même un rôle.

Le rôle de Clarisse Boulanger a été initialement proposé à Catherine Deneuve qui le refusa.